# وقاية من الانتكاس
الوقاية من الانتكاس هو منهج سلوكي معرفي بهدف تحديد ومنع حدوث حالات عالية الخطورة مثل تعاطي المخدرات، والسلوك القهري، والاعتداء الجنسي، والسمنة، والاكتئاب. وعلاوة على ذلك، فإن الوقاية من الانتكاس مكون مهم في علاج عملية إدمان الكحول، أو الاعتماد على الكحول.

## الافتراضات الأساسية
ينظر إلى الانتكاس بوصفه إما نتيجة أو إخلالاً في عملية تغير السلوك. فالانتكاس الأولي، أو الارتداد، قد يترجم إما إلى العودة إلى السلوك الإشكالي السابق، وهو ما يعرف باسم الارتكاس، أو يترجم إلى تحول الفرد مجددًا للتغير الإيجابي، وهو ما يعرف بالعودة للسلوك القديم.
ويعتقد أن يكون الانتكاس محددًا بعوامل متعددة، خاصة الكفاءة الذاتية، وتوقع النتائج، والشوق، والدافع، والتأقلم، والحالات العاطفية، والعوامل الشخصية. ومن المتوقع أن تؤدي الكفاءة الذاتية العالية، وتوقعات النتيجة السلبية، والتوافر القوي لمهارات التأقلم في أعقاب العلاج، والوجدان الإيجابي، والدعم الاجتماعي الوظيفي على وجه الخصوص إلى توقع نتائج إيجابية. ولم يثبت بمرور الزمن أن الشوق قد يكون مؤشرًا قويًا هنا.

## الكفاءة والفعالية
أجرى كارول وآخرون استعراضًا لحوالي 24 تجربة، واستنتج أن الوقاية من الانتكاس كانت أكثر فعالية مقارنة بعدم الخضوع للعلاج، وكانت بنفس فعالية العلاجات الفعالة الأخرى مثل المعالجة النفسية الداعمة والمعالجة النفسية الشخصية في تحسين نتائج تعاطي المخدرات. كما أجرى ايرفين وزملاءه تحليلاً بعديًا لتقنيات الوقاية من الانتكاس في علاج إدمان الكحول وتدخين التبغ وتعاطي الكوكايين ومواد متعددة من العقاقير والمخدرات، وعلى أساس 26 دراسة تمت مراجعتها توصلوا إلى استنتاج أن الوقاية من الانتكاس كانت وسيلة ناجحة لتقليل تعاطي المواد المخدرة وتحسين التكيف الاجتماعي النفسي. ويبدو أن الوقاية من الانتكاس كانت أكثر فعالية مع الأفراد الذين يعانون من مشكلات تعاطي الكحول، مشيرًا إلى أن هناك خصائص معينة لاستخدام الكحول قابلة للعلاج عند الوقاية من الانتكاس.

## الوقاية من الانتكاس ونظرية النظم
يرى بعض المنظرين، ومن بينهم كاتي ويتكيوتز وألان مارلات، الذين يقترضون أفكارهم من نظرية الأنظمة، الانتكاس بوصفه نظامًا معقدًا متعدد الأبعاد. ويعتقد أن يكون مثل هذا النظام اللاخطي التحريكي قادرً على تقديم أفضل تنبؤ بالبيانات المشاهدة، والتي تتضمن عادة الحالات التي قد تبدو التغييرات الصغيرة التي أدخلت على المعادلة لها آثار كبيرة. كما يقدم النموذج أيضًا مفاهيم التنظيم الذاتي، والتغذية الراجعة، وتأثيرات التوقيت/السياق، والتفاعل بين العمليات المنشطة والطورية.
وكان رامي جامنودو ود./ باتريك كوين، في لندن، مع مستخدمي هيئة الخدمات الصحية الوطنية ومقدمي الرعاية على مدى السنوات العشر الماضية لنقل نظرية الوقاية من الانتكاس إلى مجال الصحة النفسية للبالغين. ويكمن تفرد هذا النموذج في دعم التغيير من خلال تطوير مستخدمي الخدمة ومقدمي الرعاية بوصفهم 'خبراء' - تعلموا الوقاية من الانتكاس باعتبارها عملية تعليمية وتخرجوا بوصفهم ممارسين للوقاية من الانتكاس. تلقى هذا العمل العديد من الجوائز الوطنية، وطرح في العديد من المؤتمرات ونتج عنه عدد من المنشورات [انظر www.drchange.net للاطلاع على المراجع].